# Anette Pedersen
Anette Pedersen es una deportista danesa que compitió en triatlón. Ganó una medalla de plata en el Campeonato Mundial de Triatlón de 1994.

## Palmarés internacional
| Campeonato Mundial | Campeonato Mundial         | Campeonato Mundial | Campeonato Mundial |
| Año                | Lugar                      | Medalla            | Prueba             |
| ------------------ | -------------------------- | ------------------ | ------------------ |
| 1994               | Wellington (Nueva Zelanda) | Medalla de plata   | Individual         |